# 富士急樂園
富士急乐园（日语：／ Fujikyuu Hairando，英語：、又稱），是一個位於日本山梨县富士吉田市的主題樂園，临近富士山山脚。

## 歷史

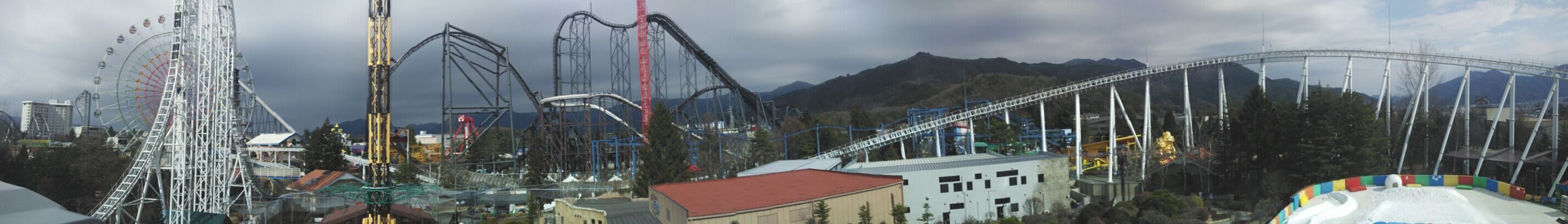
富士急乐园全景照片

富士急乐园前身是1961年开业的富士五湖国际滑冰中心（富士五湖国際スケートセンター），同年富士急行河口湖线的高原樂園站（现为富士急樂園站）开业，所以改名为富士急乐园。主要的附带设施有专业保龄球场「Q-BOWL」（2012年更新开业），度假设施「富士急乐园度假温泉酒店」（1986年开业，旧称酒店·高原休养地），富士山题材的美术品的美术馆「fujiyamamyujiamu」（2003年开馆），热水浴设施「紫藤山温泉」（2006年开业）等。
富士急乐园以其拥有很多高刺激性过山车有名。从2000年开始，也陆续加入以家庭为客层目标的游乐设施。事实上，在日本高刺激性游乐设施在主题乐园中不断地减少，只有富士急乐园和长岛温泉乐园比较知名，被称为“东有富士急，西有长岛”。据说富士急乐园中高刺激性游乐设施较多，也是因为富士急行的社长堀内光一郎为爱好者。1996年“FUJIYAMA”登场以后，为了不断刷新吉尼斯世界纪录，樂園开始每隔5年就新建大型高刺激性游乐设施。2011年7月16日登场的「高飞车」完成总计9项加演节目14项的吉尼斯记录。一些老旧的设施会被逐渐拆除。除了高刺激性游乐设施，乐园内也有许多其他主题游乐设施，比如托马斯天地、哈姆太郎乐园等，其他主题游乐设施也在不断地登场。
在山梨县外，乐园一般被称作“富士急乐园”或“富士急”，广告中红色的富士“Q”也具有很高的识别度。从东海道新干线新富士站的发出的快速巴士中，前往乐园的巴士的罗马字标记为“FOR FUJIKYU”。在山梨县的富士北麓地区和静冈县东部等地区，富士急行线沿线及富士急行的巴士运行区域里，“富士急”一般指铁道与巴士，乐园则多被称呼为“高地”。
2011年2月24日，乐园开设了Facebook官方主页，并不断地发布新资讯。现在乐园亦开设了mixi和Line的主页。
2014年3月27日发表了新的方针，以后高刺激性游乐设施将安装在同一系列的主题乐园相模湖森林游乐园。

## 游乐设施

### 一般设施

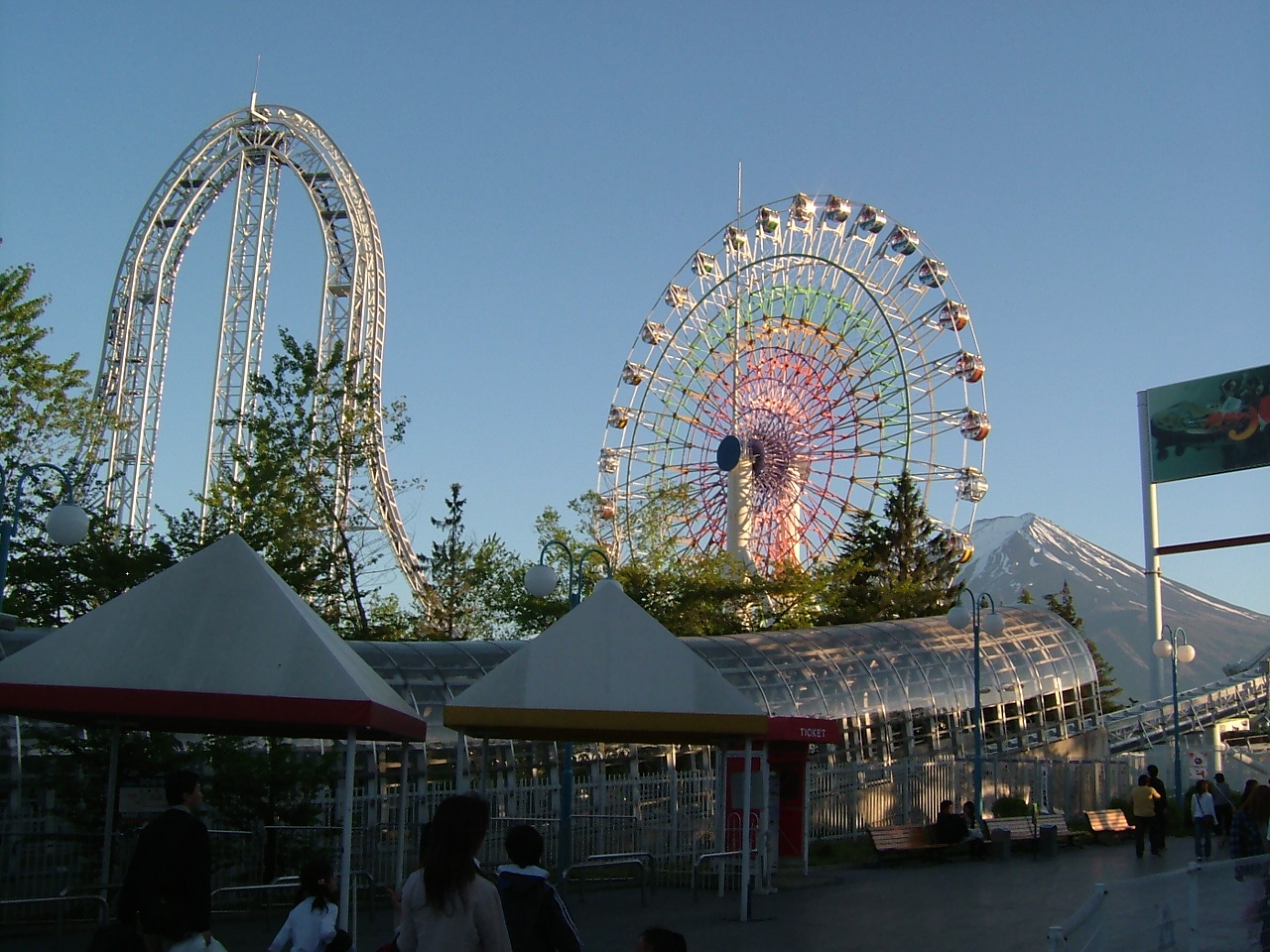
世界終極過山車DODONPA的垂直部分（左，现已改造为垂直回环）与观光车（右）

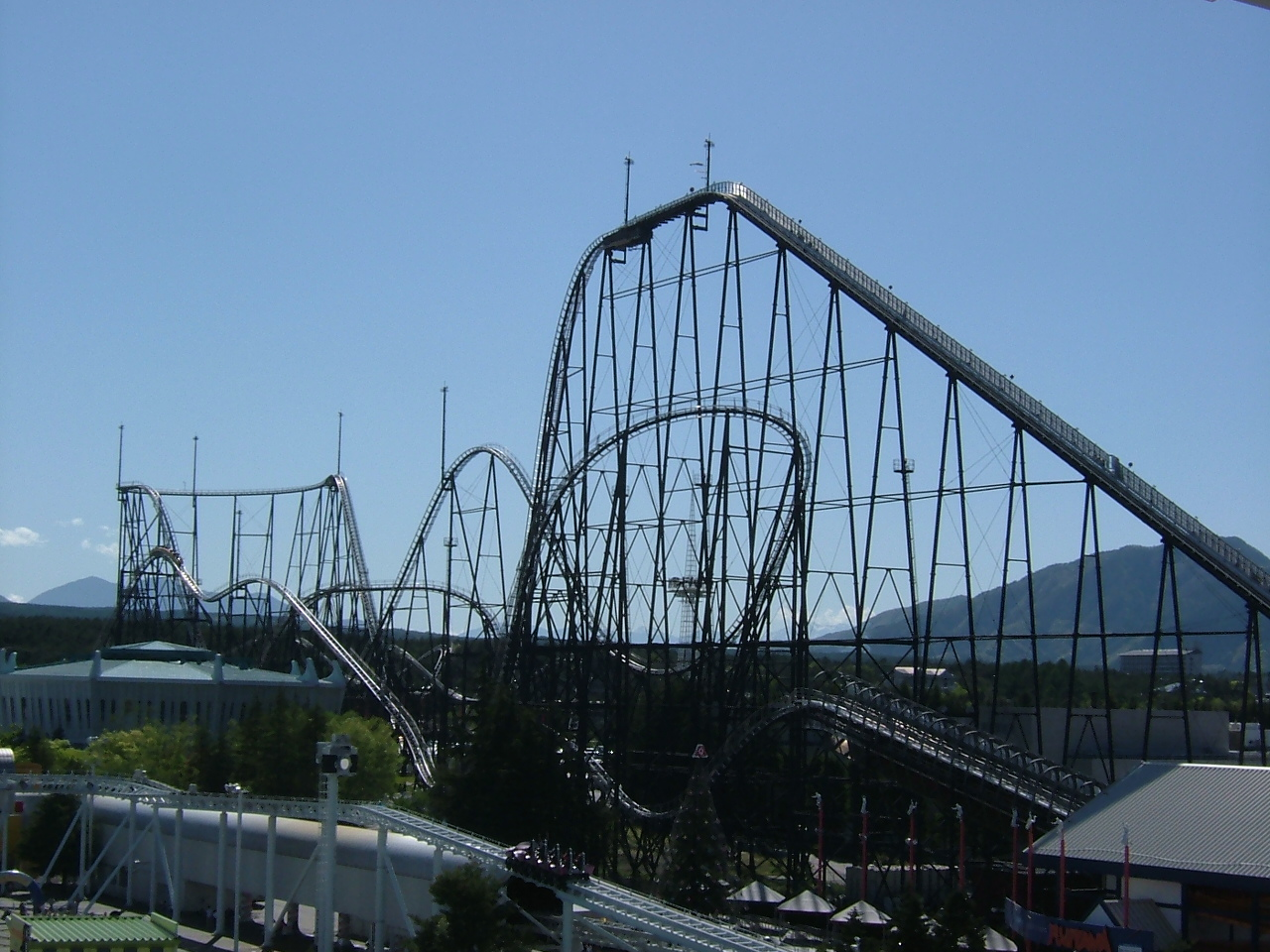
FUJIYAMA過山車

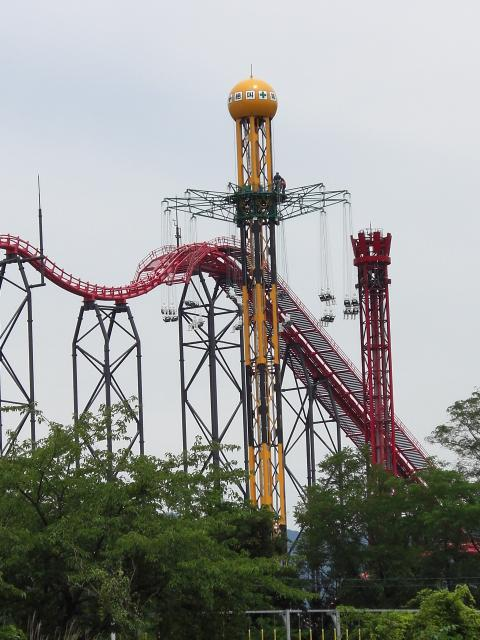
铁骨老大

- 高飞车

有吉尼斯世界纪录认证的世界上最大倾斜角度（121°）的新大型云霄飞车，体验线性推进模式驱动的直线加速以及垂直轨道创造出的极速降落。
- eejanaika—超大型滚轮式过山车

总旋转数世界第一的滚轮式过山车，过山车行驶时，通过“座席前后翻转”、“天地大回转”、“极速翻转”3种回转方式，可以体验前所未有的刺激与开放感。双脚腾空的座席设计更使人产生一种置身于宇宙空间的奇妙感觉。
- DODONPA—世界终极过山车

从起动到时速180公里只需1.8秒(2017年7月完成改裝後)，让人窒息的起动加速度，风驰电掣般的疾走整座乐园。
- FUJIYAMA—过山车之王

FUJIYAMA最高时速达130公里、最大落差为70米、最高达79米。
- 绝望要塞

该游乐设施是要试图从“迷宫”般的巨大要塞中脱逃的任务完成探险类游乐设施，脱逃成功率近乎于0%。游客要以完全脱逃为目标，在有限的时间中挑战要塞内由无数道门廊与房间构成的“迷宫”以及严密的守卫。要塞内分多钟关卡，越是后面的关卡，难度也会相应提升。各关卡设有多重“隐藏线索”和“暗门”等各种陷阱与机关。因此，有勇无谋的莽撞前行是无法完成任务的，唯有运用“智慧”、“记忆力”、“体力”、“想象力”，再加上点“运气”才有可能顺利“脱逃成功”。此外，成功脱逃者还将获得相应的奖品。
- 怪侠佐罗利的冒险乐园

“怪侠佐罗利”是原YUTAKA于1987年开始绘制的儿童读本，目前为止已由POPALR社出版了50卷，除了读本外，还有電視動畫、电影、游戏等各类出版物，获得了大家的喜爱。 “怪侠佐罗利的冒险乐园”就是可以进入“怪侠佐罗利”的读本世界，与佐罗利一起“冒险”的游乐园区。
- 超战栗迷宫

拥有史上最长的900米通道及60分钟以上的恐怖体验时间的鬼屋。
- EVANGELION：WORLD

展馆内设有全球首次登场的新世纪福音战士——《泛用人型决战兵器 人造人新世纪福音战士一号机》的实物大小立体半身像，另外还有实物大小的模拟驾驶舱以及“渚薰”真人大小的立体模型等一系列展品。
- 铁骨老大

铁骨老大是以时速51km围绕59米的高塔旋转的回转式秋千，日本史上首次超过50米的秋千。
- 山坡滑梯
- 飞天大转盘

25米长的摆臂如同钟摆一样摆动，最高可达43米，最高速度102km/h，旋转速度13km/h。
- 终极冲浪
- 红塔

可以体验到52米失重感觉的跳楼机。
- 尖叫大摆臂
- 疯狂老鼠
- 闪亮之花大观览车

乐园内的摩天轮，可以欣赏乐园及富士山的风景。
- 旋转茶杯
- 旋转木马
- GeGeGe的妖怪小屋
- 哈姆太郎的冒险王国

### 主题游乐设施

#### THOMAS LAND托马斯天地
- 托马斯和培西的兴奋系列

乘坐托马斯、培西、詹姆士牵引的小火车畅游索多岛的世界。
- 笨重货车大冒险

车内设有纪念摄影专栏。
- 摇滚邓肯

- 托马斯天地3D剧场

全球第一座“托马斯”专用3D剧场，可以欣赏到从未在日本放映的托马斯独家影像。
- GO!GO! 布尔斯德

在港口工作的伙伴布尔斯德的主题游乐设施。
- 快乐小飞机

- 淘气蹊径

可以高临下俯瞰托马斯天地的全景。
- 大家齐跳摇摆舞

- 开心航程

可以感受到激流冲浪的刺激
- 我们是司机

可以驾驶拥有火车外观的碰碰车，驾驶时可以获得“托马斯收集卡”。
该主题游乐设施亦设有纪念馆、餐厅等。

## 活动
美国真人秀节目极速前进第9季中，三强队伍曾光临过该乐园。
日本女子偶像團體AKB48曾於2009年9月13日在此舉行大型活動兼演唱會AKB48 夏之猴大嬸祭，是目前AKB48所有活動中與歌迷最近距離交流的活動。
日本女子偶像團體乃木坂46的《乃木坂工事中》多次来此拍外景。
日本富士电视台综艺游戏节目全员逃走中亦曾在此取景拍摄。
日本團體AAA在9月21日至23日在此舉行戶外演唱會「AAA 10th Anniversary SPECIAL 野外LIVE in 富士急樂園」
日本搖滾樂團SPYAIR自2015年開始，每年夏天在園區舉辦萬人戶外演唱會「JUST LIKE THIS」，已成樂團慣例活動。

## 交通

### 铁路

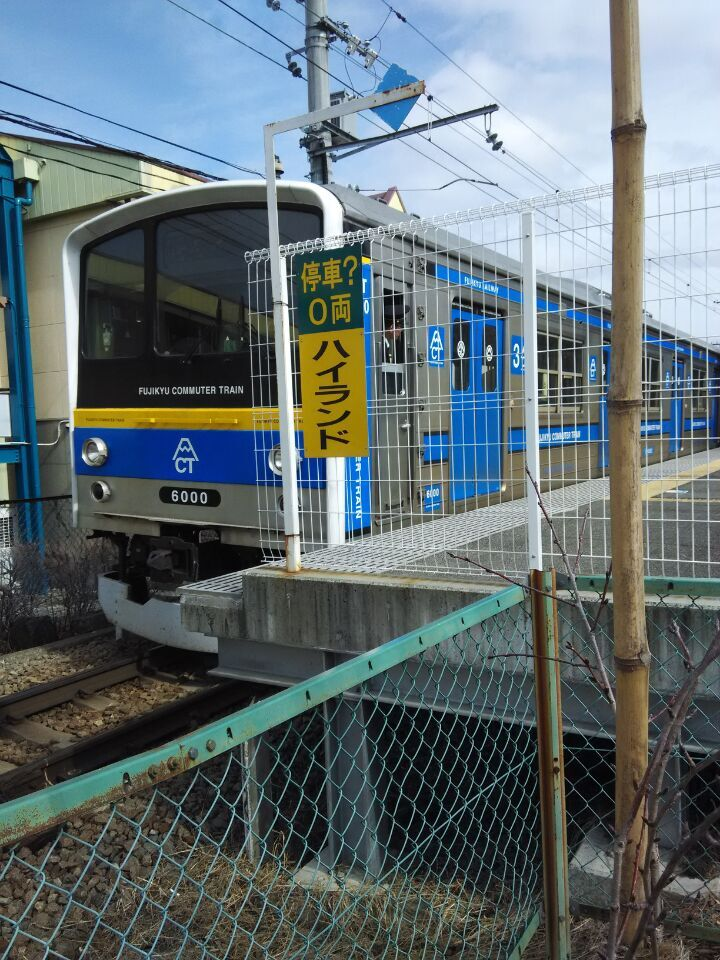
富士急乐园车站和6000系电车

富士急樂園站是富士急行富士急行线上的铁路车站，与乐园第二入口直接相连接。搭乘电车是前往乐园的方式之一，该站以富士急乐园命名。该站舍除了「托马斯乐园号」（トーマスランド号）等其他普通列车使用以外，还有来自JR中央本线的直通列车、在大月站-河口湖站之间运行的全景特急列车“富士山特急”。

### 巴士
乐园内巴士车站分为富士急乐园与高原巴士终点站两个车站。

### 高原巴士终点站
富士急行巴士终点站（ハイランドバスターミナル停留所）位于乐园南侧的第一停车场，富士急乐园度假温泉酒店前。一般停靠公共巴士以及旅游巴士，有时也会停靠周游巴士。
高速巴士“富士急乐园”、“富士急乐园（高速公交车站）”以及周游巴士“富士急乐园度假温泉酒店”、“富士急乐园巴士终点站”一般都指这个车站。

### 富士急乐园巴士车站
富士急乐园巴士车站（富士急ハイランド停留所）位于乐园北侧的第二停车场（富士急乐园车站前）的巴士车站，一般停靠普通公共巴士。

## 广告巴士
富士急山梨巴士的一部分高速巴士被披上以托马斯为主题的内外装饰的广告包装。

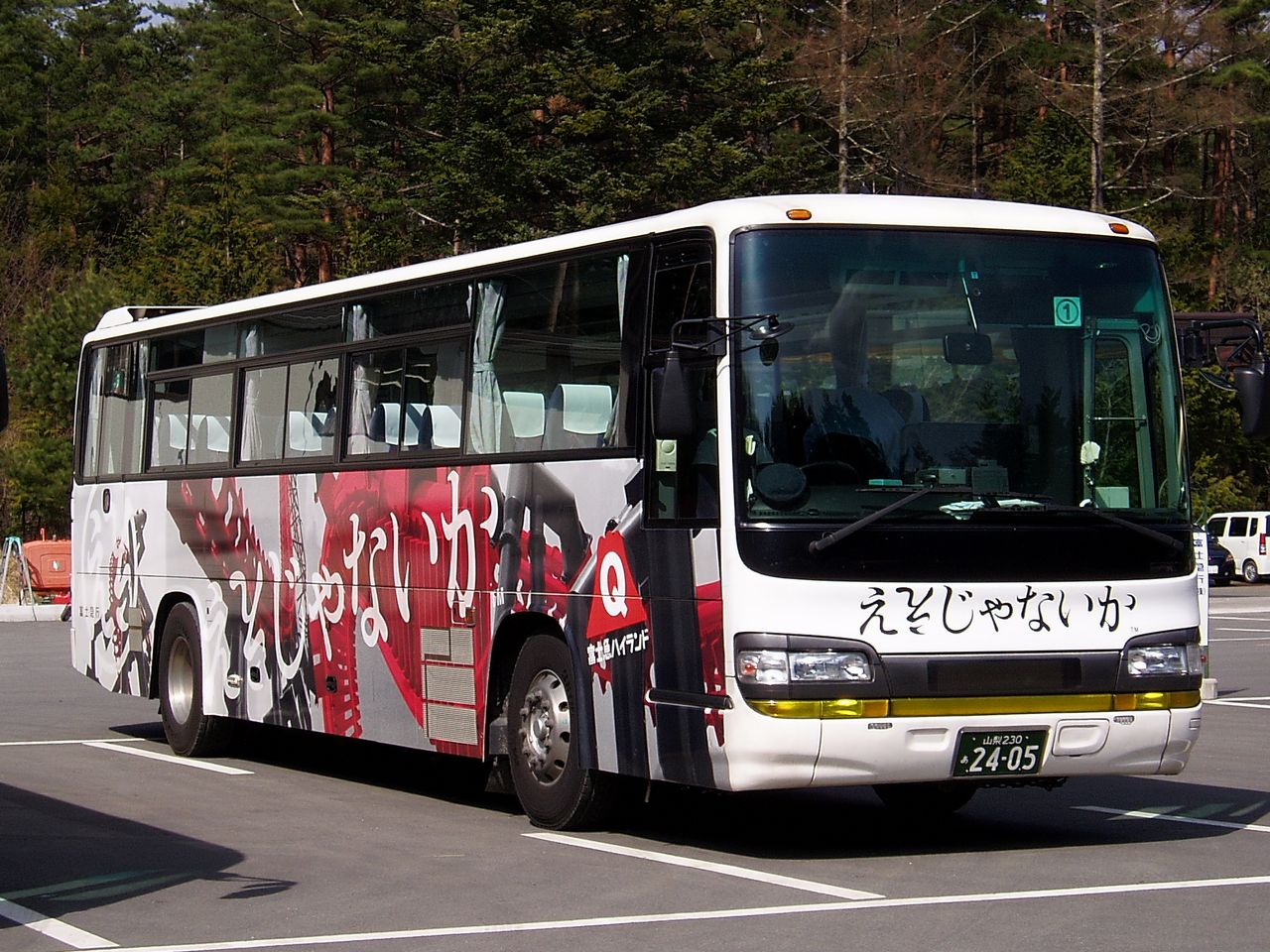
eejanaika
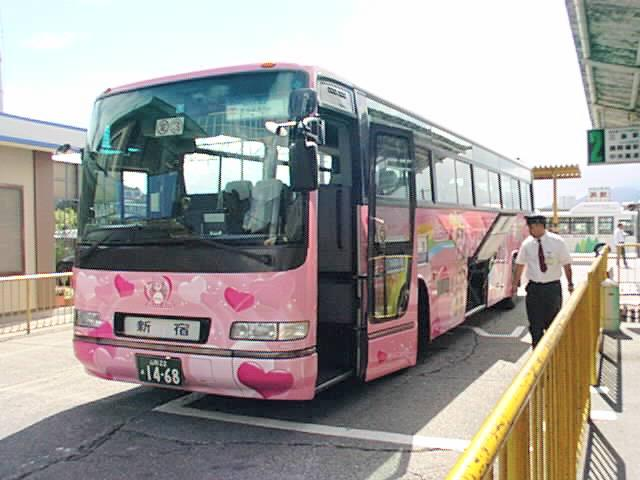
Rika-chan Town（现已撤除）
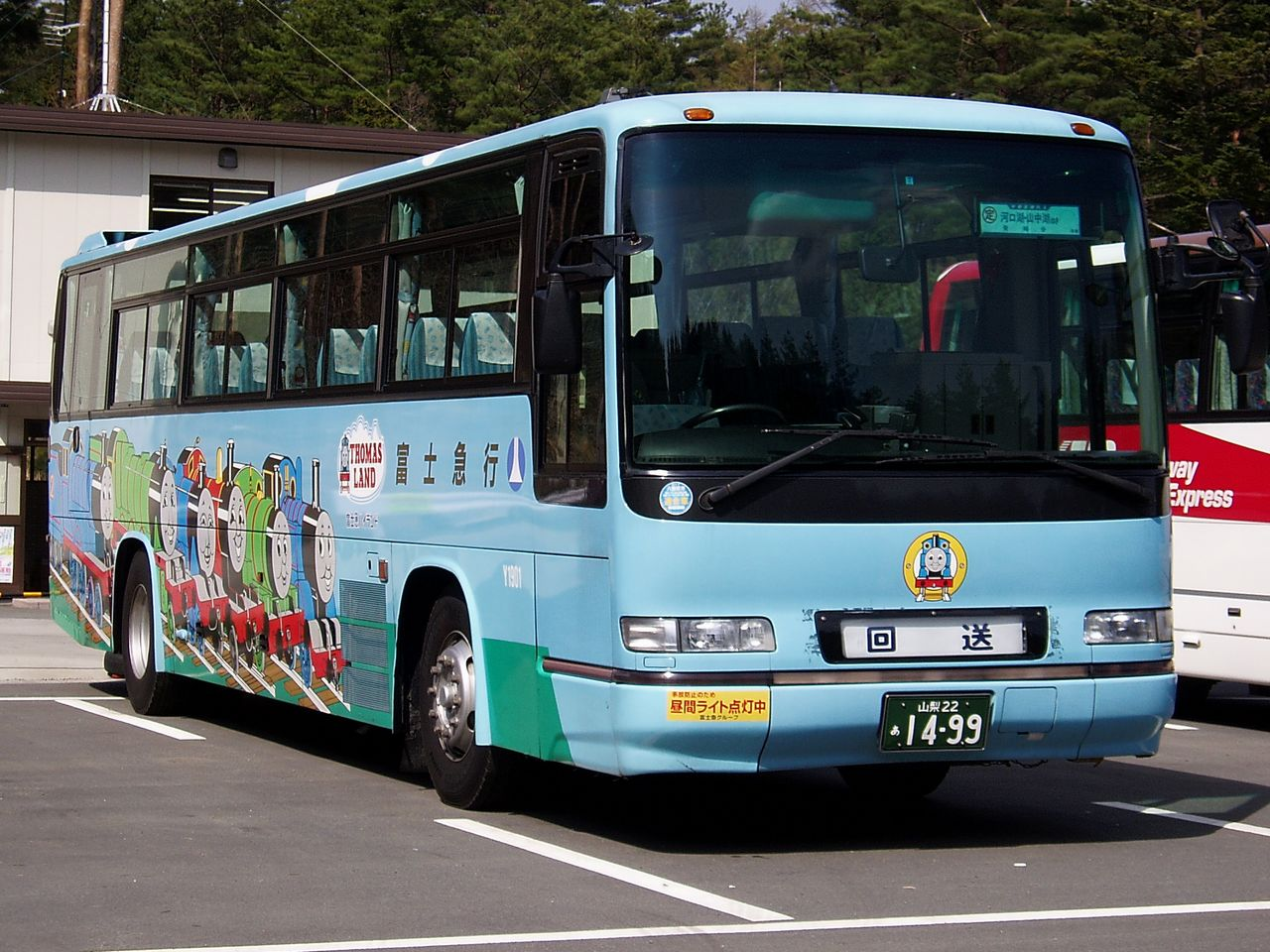
Thomas Land Express（初代）
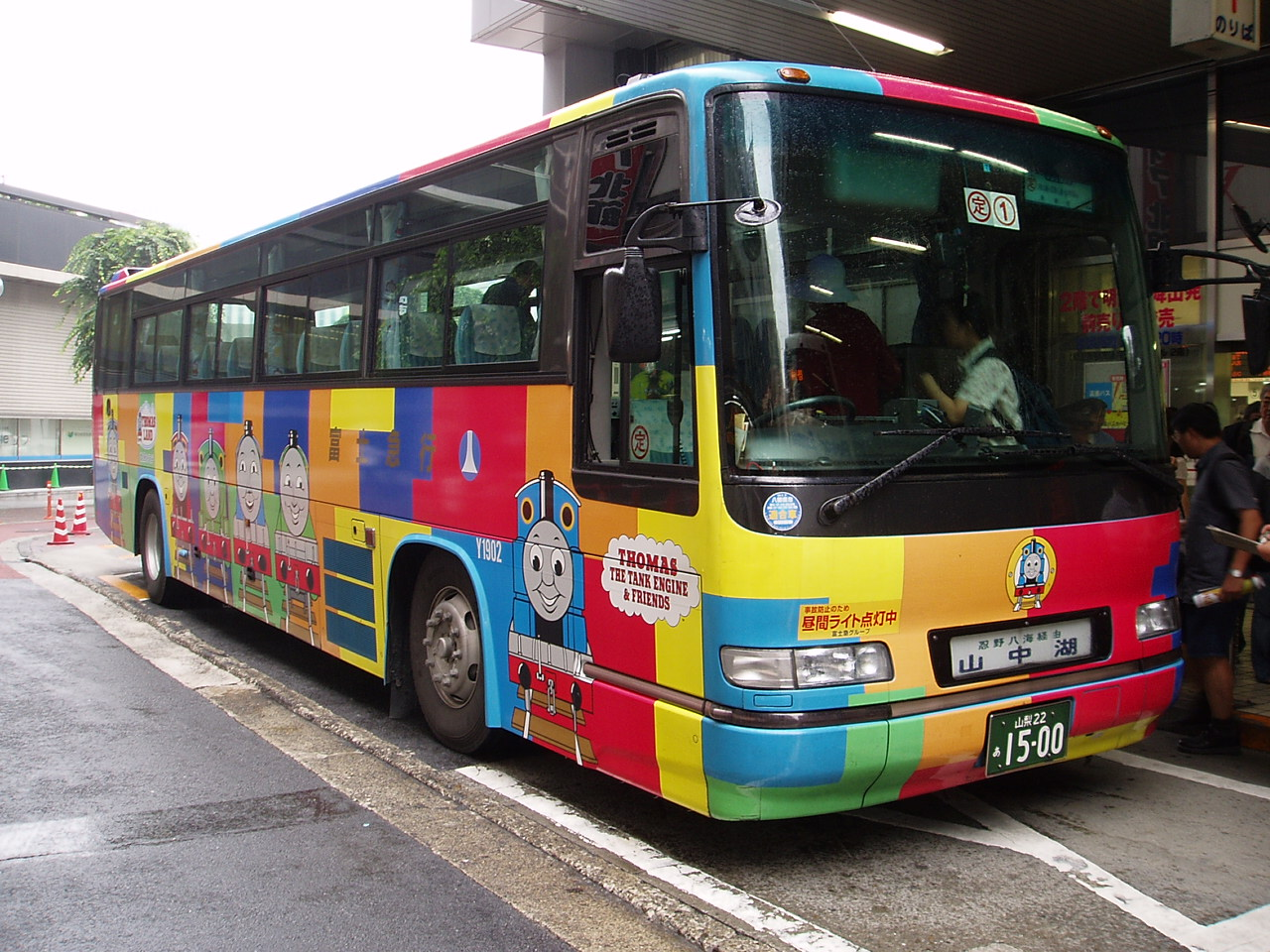
Thomas Land Express（初代）

## 問題

### 「Do-Dodonpa」過山車加速過快導致乘客出現骨折
富士急樂園公布，從2020年12月到2021年8月間，有4名30多歲至50多歲的遊客在乘坐「Do-Dodonpa」過山車後，分別發生頸部與背部等處骨折的情況，並表示事故發生當天，都有針對雲霄飛車進行檢查，但全無發現異常，無法說明遊客受傷跟遊樂設施間具因果關係。惟園方仍決定由8月12日起暫停營運「Do-Dodonpa」過山車並進行全面檢查，包括加速度，並指出「Do-Dodonpa」加速時會對遊客的身體造成相當大的負擔，因此不正確姿勢亦有可能導致受傷。山梨縣政府要求園方提交事件報告，並要求暫停營運「Do-Dodonpa」直至找出事故原因，並完成制定計劃避免事件再發生。另一方面，事故顯示了事件通報機制受到質疑，按照正常作法，園方應該在事故發生後回報山梨縣政府等單位，並對外公布此事，但這次事故在發生後8個月才回報及公布，園方表示事故並非遊樂設施本身異常所致，所以認為沒有即時向山梨縣政府回報的必要。

## 脚注
1. ↑  .   [2009-11-25]. （原始内容存档于2009-12-13）.
2. ↑  .   [2014-03-27]. （原始内容存档于2020-04-25）.
3. ↑  .   [2015-03-22]. （原始内容存档于2015-04-02）.
4. ↑  .   [2015-03-22]. （原始内容存档于2015-04-02）.
5. ↑  .   [2015-03-22]. （原始内容存档于2015-04-02）.
6. ↑  .   [2015-03-22]. （原始内容存档于2015-06-13）.
7. ↑  .   [2015-03-22]. （原始内容存档于2015-04-02）.
8. ↑  .   [2015-03-22]. （原始内容存档于2015-06-13）.
9. ↑  .   [2015-03-22]. （原始内容存档于2015-06-12）.
10. ↑  .   [2015-03-22]. （原始内容存档于2015-04-02）.
11. ↑  .   [2010-09-06]. （原始内容存档于2020-04-25）.
12. 1 2 3  .   [2015-03-22]. （原始内容存档于2015-04-02）.
13. ↑  . ナタリー. 2009-09-14  [2015-03-25]. （原始内容存档于2015-04-02）.
14. ↑  .   [2015-03-25]. （原始内容存档于2015-03-23）.
15. ↑  .   [2021-08-26]. （原始内容存档于2021-08-26）.
16. ↑  .   [2021-08-26]. （原始内容存档于2021-08-26）.

## 外部連結
- 富士急乐园官方网站（日語）
- （页面存档备份，存于）（简体中文）
- 富士急乐园官方网站 （页面存档备份，存于）（繁體中文）
- YouTube上的富士急樂園頻道